# Fables of the Reconstruction
Fables of the Reconstruction är den amerikanska rockgruppen R.E.M.s tredje studioalbum, utgivet 1985. Populära låtar från albumet är "Driver 8" och "Cant Get There from Here".

## Låtlista
Samtliga låtar skrivna av Bill Berry, Peter Buck, Mike Mills och Michael Stipe om inget annat anges.
1. "Feeling Gravitys Pull" - 4:51
2. "Maps and Legends" - 3:10
3. "Driver 8" - 3:23
4. "Life and How To Live It" - 4:06
5. "Old Man Kensey" (Jerry Ayers, Berry, Buck, Mills, Stipe) - 4:08
6. "Cant Get There from Here" - 3:39
7. "Green Grow the Rushes" - 3:46
8. "Kohoutek" - 3:18
9. "Auctioneer (Another Engine)" - 2:44
10. "Good Advices" - 3:30
11. "Wendell Gee" - 3:01